# Березовский, Владимир Сергеевич
Владимир Сергеевич Березовский (род. 18 января 1989) — российский самбист и дзюдоист, призёр чемпионатов России по самбо, чемпион Европы по самбо, мастер спорта России международного класса.

## Спортивные результаты
- Спартакиада учащихся России 2005 года — ;
- Первенство Мира по самбо 2005 года — ;
- Первенство Мира по самбо 2006 года — ;
- Первенство Европы по самбо 2007 года — ;
- Чемпионат Мира среди студентов 2008 года — ;
- Первенство России по дзюдо среди юниоров 2007 года — ;
- II Всероссийская молодёжная Спартакиада 2010 года — ;
- Первенство России по дзюдо среди молодёжи 2011 года — ;
- Кубок России по самбо 2013 года — ;
- Кубок России по самбо 2014 года — ;
- Кубок России по самбо 2016 года —
- Кубок Мира среди студентов 2014 года — ;
- Чемпионат России по самбо 2011 года — ;
- Чемпионат России по самбо 2017 года — ;
- Чемпионат России по самбо 2018 года — ;
- Чемпионат России по самбо 2019 года — ;